# Szilassy Gyula (diplomata)
Szilasi és pilisi báró Szilassy Gyula, születési anyakönyvi nevén franciául: Jules Hope Joseph de Szilassy (Svájc, Vaud kanton, Bex 1870. augusztus 21. – Franciaország, Nizza 1935. június 7.) az Osztrák–Magyar Monarchia diplomatája, athéni követ, majd a polgári forradalom egyetlen hivatalban maradt követe.

## Élete
Szilassy édesapja id. Szilassy Gyula (1841–1889) volt, aki svájci gyógykezelése idején ismerkedett meg a helyi családból származó, de Nagy-Britanniában született Laura Elisa Correvonnal (1847–1886), akivel 1869. február 25-én összeházasodott. Így szülei révén magyar, francia-svájci, és brit kötődése is volt. Az anyakönyvben szereplő Hope utónevet édesanyja nevelőanyjának első férje, Charles Hope angol tábornok után kapta. Tanulmányait a svájci Collège de Genève-ben (Collège Calvin) és a brit Harrow Schoolban folytatta, ahonnan 1887-ben – egy évvel édesanyja halála után – került vissza Svájcba. Két évvel később apja is elhunyt, az összesen nyolc gyermekből öt kiskorút hagyva maga után. 
Bex község úgy döntött, hogy Szilassy Aladár (1847–1924), az elhunyt apa testvére legyen a gyámjuk, ennek értelmében ifjabb Gyula és négy testvére 1889-ben költözött át Magyarországra, nagybátyjuk családjához. Szilassy Aladár állami közigazgatási pályát járt be, bíró, titkos tanácsos, főrendi házi tag volt, méltó utóda nagyapjának, Szilassy József koronaőrnek. Aladár indította el Gyulát a diplomáciai pályán, illetve azt megelőzően az ehhez szükséges tanulmányokat is ő finanszírozta, és ő döntött az orosz nyelvtudás megszerzéséről is, ami a diplomáciai pályához volt elengedhetetlen. Ludwig von Flotow osztrák diplomata visszaemlékezése szerint – ő együtt tette le a diplomáciai vizsgát Gyulával – Szilassy öt vagy hat nyelven beszélt, de valamennyit idegenes akcentussal. Mindemellett a családi könyvtárában talált számos szótár és nyelvkönyv (héber, arab, japán, görög, román, orosz, spanyol stb.) valószínűsítik, hogy valamennyi állomáshelyének nyelvét igyekezett elsajátítani, vagy legalább megkísérelni azt.
Szilassy 1893-ban tiszteletbeli aljegyzőként kezdte pályáját Nógrád vármegyében, egy évvel később lépett a közös külügyminisztérium állományába, 1895-ben tett diplomáciai vizsgát, s a bukaresti követségen kezdte meg diplomáciai karrierjét. 1897-ben Washingtonban, 1899-ben Párizsban, majd ugyanabban az évben már Stuttgartban dolgozott a követségeken. 1901-ben követségi titkári kinevezést kapott, majd Kairóba került, ahol egy kellemetlen – ám közelebbről nem részletezett – családi botrány miatt távozni kényszerült. 1904-től Bern, ugyanabban az évben már Konstantinápoly, egy évvel később London volt a következő állomás. 1906-ban érte el a II. osztályú követségi tanácsosi rangot, egy évre rá a hágai  követségre került, s részt vett a második hágai nemzetközi békekonferencián. Még ugyanebben az évben – 1907-ben – került a tokiói követségre.1908-ban követségi tanácsosként az I. osztályú kinevezést kapta meg, és a szentpétervári nagykövetségre került. 1912-13 között központi szolgálatot teljesített, 1913. november 7-től lett követként az athéni misszió vezetője. Az első világháborúban Görögország semleges maradt, de az ország partjainál 1916-ban megjelent francia flotta parancsnoka felszólította a központi hatalmak diplomáciai misszióinak tagjait, hogy hagyják el az országot. 1916. november 21-én Bulgárián keresztül Szilassy elhagyta az országot. 1918 őszén a konstantinápolyi követségre került tanácsosként, ám mivel az akkori nagykövet Pallavicini János nyár óta betegszabadságon volt, lényegében ő irányította a képviseletet.
1918 őszén ő maga kereste a kapcsolatot Károlyi Mihály elnök-miniszterelnökkel, akivel decemberben találkozott először  személyesen. Több beszélgetést is folytattak, melynek során a külügyminiszteri pozíció betöltésének a lehetősége is felmerült, ám mivel Szilassy nem volt otthonos a magyarországi belpolitikában, inkább a külszolgálat mellett döntött. Választhatott a hágai és a berni követi pozíció között, s svájci gyökereire tekintettel ez utóbbi mellett döntött. Elődje, a világ első női követeként számontartott Bédy-Schwimmer Rózsa küldetése több szempontból is kudarcot vallott: Svájcban épp napirenden volt a női választójog megadása, amit a kormány ellenzett, és a magyar női követ delegálását presszióként élte meg.  Bédy-Schwimmer ráadásul nem volt diplomata, kinti működése valójában kudarcok sorozata volt. Már decemberben döntés született a leváltásáról, de a tényleges visszahívásra, és Szilassy kinevezésére csak 1919. január 18-án született döntés. Svájc ekkor még nem rendezte diplomáciai kapcsolatait a monarchia utódállamaival, ezért Szilassy csak de facto követként dolgozhatott Bernben.A Magyarországi Tanácsköztársaság kikiáltását követően Szilassy még hivatalban maradt, ám április 14-én egészségügyi okokra hivatkozva benyújtotta lemondását, amit a svájci kormány azzal fogadott el, hogy hozzájárult az országban való letelepedéséhez (szülőhelyén, Bex-ben a villa még mindig a család tulajdonában volt). A tanácsköztársaság bukását követően még visszatért a képviseletre, és azt tovább vezette 1919. december 7-ig. Az azonban nyilvánvaló volt, hogy a Károlyi- majd Berinkey-kormány külpolitikájában exponálódott diplomata szolgálataira a továbbiakban nem lesz szükség. Ezt egy 1920-ban hozott törvényre építve maga Teleki Pál akkori külügyminiszter tette félreérthetetlenné: egy 1920. július 30-i előterjesztésében 12 olyan külügyi tisztviselőt nevezett meg, akiknek a kinevezését visszavonni javasolta. Köztük volt Szilassy is, akinek így a svájci követi megbízását érvénytelenítették, vagyis a rövid kinntartózkodásának minden jogi alátámasztottsága megszűnt, diplomáciai pályafutása így véget ért.
Ezt követően Magyarországra már nem tért haza, Svájcban telepedett le. 1921-ben megjelentette német nyelvű visszaemlékezéseit, 1925-ben, 28-ban és 32-ben pedig francia nyelvű diplomáciai témájú tankönyvi jellegű műveket adatott ki.
Szilassy világnézete az utókor számára ellentmondásosnak, de legalábbis összetettnek tetszik. A magyar bárói cím megszerzéséért (1918) sok követ megmozgatott. A dualista monarchia fenntartása mellett érvelt abban a dolgozatában, amit személyesen ismertetett IV. Károly magyar királlyal. Ugyanakkor ebben a tanulmányában számos nemzetiségi és szociális reform megvalósítását szorgalmazta, nem kevés területi engedményt adott volna a világháborúban ellenséges országok népeinek. Kortársai visszaemlékezései szerint nem volt bolsevik, de Károlyi szociáldemokrata kormányának őszinte híve volt. Többekkel ellentétben akik a Károlyi-időszakban csak karrierlehetőséget láttak, ő tényleg hitt a polgári kormányban, és a karrierizmus vádját valóban nem lehet ráróni, hiszen a felkínált külügyminiszteri posztot nem fogadta el.
Kétszer nősült. Első ízben washingtoni szolgálatának ideje alatt, 1898. december 23-án Detroitban, ahol feleségül vette Louise-May Heckert (1874–1959), Frank J. Heckernek, a Panama Csatorna Bizottság volt tagjának a leányát. Hecker 1905. június 1-én kezdeményezte a válást Egy közös gyermekük született Charles Henry Szilassy (1899. dec. 15–1967. szept.) A gyermek később felvette Hecker második férjének nevét: Theodore Gould Fletcher (1871–1921), így jobbára a Charles Henry Fletcher (később Szilassy-Fletcher) neve(ke)t használta. Br. Szilassy Gyula a második házasságát már diplomáciai karrierjének lezárultát követően, 1923-ban kötötte Svájcban. A kettő között – lényegében a karrierjének időszakában – kollégái tartózkodónak, társaságkerülőnek, mogorvának tartották, amit  elsősorban elhagyatására vezettek vissza.

## Művei
- L'empire du travail: La vie aux États-Unis. (Anadoli) Paris, Plon, 1905. 328 p.
- Jegyzetek Japánról I. (Anadoli). Budapesti Szemle 147. köt. (1911) 417. sz. 344–362. p.
- Jegyzetek Japánról II. (Anadoli). Budapesti Szemle 148. köt. (1911) 418. sz. 8–31. p.
- Angol levelek I. (Anadoli). Budapesti Szemle 170. köt. (1917) 218–229. p.
- Angol levelek II. (Anadoli). Budapesti Szemle 170. köt. (1917) 408–436. p.
- Szilassy, Julius von: Der Untergang der Donaumonarchie. Diplomatische Erinnerungen von Baron Julius von Szilassy. Berlin, 1921. 425 p.
- Szilassy, Julius von: Wahrheiten und Legenden: Gedanken über das, was wir suchen. Berlin, Enck, 1921. 128 p.
- Szilassy, Le Baron J. de: Manuel pratique de diplomatie moderne. Lausanne, 1925
- Szilassy, Le Baron J. de: Traité pratique de diplomatie moderne. Paris, 1928
- Szilassy, Le Baron J. de: Le procès de la Hongrie. Les relations    franco–hongroises devant l’histoire, (Les questions du temps présent.) Paris, 1932